# 투표의 역설
투표의 역설(voting paradox), 또는 콩도르세의 역설(Condorcet's paradox)은 18세기 후반 콩도르세가 지적한 것으로, 단순 다수결을 통한 투표가 구성원의 선호를 제대로 반영하지 못하는 현상을 말한다.

## 같이 보기
- 투표
- 선거
- 애로의 불가능성 정리